# Deus É Brasileiro
Deus É Brasileiro é um filme brasileiro de 2003, uma comédia dramática dirigida por Carlos Diegues. O roteiro é baseado no conto "O Santo que não Acreditava em Deus", de João Ubaldo Ribeiro, e adaptado por Diegues, João Emanuel Carneiro e Renata de Almeida.
A fotografia é de Affonso Beato e a trilha sonora foi idealizada por Chico Neves, Hermano Viana e Sérgio Mekler. Direção de arte de Vera Hamburguer e figurinos de Karla Monteiro. As filmagens aconteceram nos estados de Tocantins, Alagoas, Rio de Janeiro e Pernambuco.

## Enredo
Cansado dos erros cometidos pela humanidade, Deus resolve tirar férias nas estrelas. Mas, para isso, ele precisa encontrar alguém que se ocupe de seus deveres enquanto ele estiver ausente. Resolve procurar no Brasil, país muito religioso que, no entanto, "nunca teve um santo reconhecido oficialmente". 
O guia de Deus pelo Brasil será Taoca, esperto pescador e borracheiro que enxerga, nesse encontro inesperado, a oportunidade de resolver seus problemas. Mais tarde, se junta aos dois a solitária Madá, uma jovem tomada por uma grande paixão. Do litoral de Alagoas ao interior do Tocantins, passando por Pernambuco, Taoca, Madá e Deus vivem diferentes aventuras enquanto procuram o misterioso Quinca das Mulas, o candidato de Deus a santo.

## Elenco
- Antônio Fagundes como Deus
- Wagner Moura como Edvaltécio "Taoca" Barbosa da Anunciação
- Paloma Duarte como Madá
- Hugo Carvana como Quincas Batalha
- Stepan Nercessian como Baudelé Vieira
- Bruce Gomlevsky como Quinca das Mulas
- Castrinho como Goro
- Thiago Farias como Messias Duarte dos Anjos
- Chico de Assis como Cezão
- Susana Werner como Senhorita Agá
- Toni Garrido como São Pedro

## Trilha sonora
Lista das principais canções do filme (em ordem de entrada em cena)
1. "Loa de Abertura" domínio público interpretada por Djavan em fonograma original
2. "Vá com Deus" de Roberta Miranda interpretada por Roberta Miranda
3. "Masseira" domínio público interpretada por Banda Ôxe
4. "Na Rede" de Bruno Mosca e Banda Ôxe interpretada por Banda Ôxe
5. "Melodia Sentimental" de Villa Lobos e Dora Vasconcellos interpretada por Djavan em fonograma original
6. "Cair em Si" de Djavan interpretada por Djavan
7. "Festa na Lua" de Hermeto Pascoal interpretada por Hermeto Pascoal
8. "Acelerou, Bateu" de Juninho e Aldo interpretada por Sonic Jr.
9. "Com a Mão na Frente e Outra Atrás" de MC Vanessinha interpretada por MC Vanessinha
10. "Matilde" de Chris Mourão, Cachaça e Duani interpretada por Forroçacana
11. "Ô Papai" domínio público interpretada por Comadre Florzinha
12. "Vida de Viajante" de Luiz Gonzaga e Hervé Cordovil interpretada por Lenine em fonograma original
13. "Rios, Pontes e Overdrives" de Chico Science e Fred Zero Quatro interpretada por Chico Science e Nação Zumbi
14. "Psicocúmbia" de Pio Lobato interpretada por Pio Lobato
15. "Feliz Aniversário" de Villa Lobos violão de Cláudio Almeida em fonograma original
16. "Bringa/Fuloresta do Samba" de Siba interpretada por Siba
17. "Para um Dub no Recife" Dub de DJ Dolores para "Um Amor no Recife" de Paulinho da Viola
18. "Foi Deus que me fez Assim" de Cícero Lino interpretada pelo Grupo Caçuá em fonograma original
19. "Ô Menina" de Cícero Lino interpretada pelo Grupo Caçuá em fonograma original
20. "Ironia ao Rico" de A.J. Madureira interpretada pelo Quinteto Armorial
21. "Mundo Animal" de Dinho interpretada por Mamonas Assassinas
22. "Luar do Sertão" de Catulo da Paixão Cearense e João Pernambuco interpretada por Pena Branca & Xavantinho
23. "Anjos Caídos" de Lirinha interpretada pelo Cordel do Fogo Encantado

## Prêmios e indicações
Troféu APCA 2004
- Venceu na categoria de Melhor Ator (Wagner Moura)

Grande Prêmio Cinema Brasil
- Indicado nas categorias de Melhor Som, Melhor Fotografia e Melhor Direção de Arte.

Festival de Cartagena 2004 (Colômbia)
- Indicado na categoria de Melhor Filme.